# Wieken (plaats)

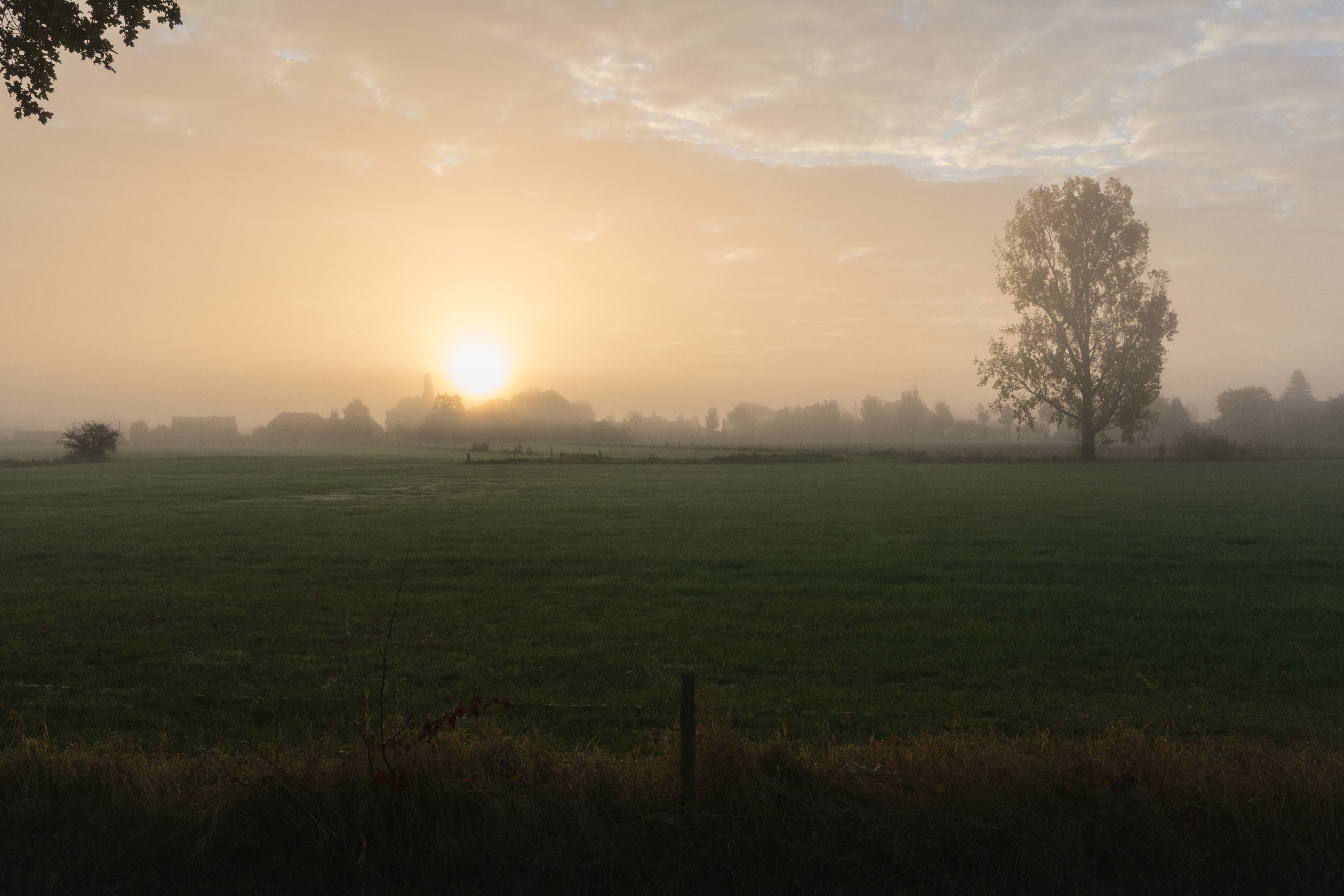
Mistige ochtend bij Wieken

Wieken is een buurtschap in de voormalige gemeente Gendringen en maakt sinds 2005 deel uit van de gemeente Oude IJsselstreek in de Nederlandse provincie Gelderland. Historisch behoorde Wieken tot het Graafschap Bergh en Heerlijkheid Gendringen. Landbouw, houthandel en een zuivelfabriek waren de economische pijlers van de buurtschap. In 1984 bracht de band Sound Selection de single Wiekens volkslied uit.
De zanger Arne Jansen (1951-2007) is hier geboren.
Stad: Terborg

Dorpen: Bontebrug · Breedenbroek · Etten · Gendringen · Megchelen · Netterden · Silvolde · Sinderen · Ulft · Varsselder · Varsseveld · Westendorp

Buurtschappen en gehuchten: De Heuven · Engbergen · Heelweg-Oost · Heelweg-West · Milt · Vriezelaar · Rafelder · Veldhunten · Voorst · Wals · Warm · Wieken · IJsselhunten · Ziek

Gelderland: Steden en dorpen in Gelderland      Nederland: Provincies · Gemeenten